# El Sant Crist d'Alins
El Sant Crist d'Alins és la capella del cementiri de la vila d'Alins, en el terme municipal d'Alins, a la comarca del Pallars Sobirà.
És la capella del cementiri de la població.